# Yaki Kadafi
Yaki Kadafi, pseudonimo di Yafeu Akiyele Fula (New York, 9 ottobre 1977 – Orange, 10 novembre 1996), è stato un rapper statunitense.
Ha fatto parte degli Outlawz, una crew di rapper conosciuta per la collaborazione con Tupac Shakur.

## Biografia
Fula nacque il 9 ottobre 1977 nel Bronx dalla madre Yaasmyn Fula e dal padre Sekou Odinga di origini nigeriane, entrambi membri delle Pantere Nere. Ha origini a Montclair, nel New Jersey. Quando Fula aveva quattro anni, suo padre fu arrestato e accusato di sei accuse di tentato omicidio, nove atti di predicato per estorsione influenzata da un'organizzazione criminale (RICO), assistenza nella fuga di Assata Shakur dalla prigionia e furto violento di un camion blindato. Yafeu e i suoi sette fratelli sono stati cresciuti dalla madre, da cui gli fu adottato il cognome. Yafeu in lingua fanti (parlata prevalentemente nel Ghana) significa "coraggioso", mentre il suo secondo nome Akiyele deriva dalla lingua yoruba (parlata in Nigeria).

### Carriera
Nel 1992 Fula forma il trio Thoro Heads con i rapper Kastro ed E.D.I. Mean, assumendo il soprannome di "Young Hollywood". La loro prima apparizione è nella traccia Holler If Ya Hear Me di Tupac, il quale era amico di Fula dai tempi della loro infanzia. Al gruppo si unì nel 1994 un altro amico d'infanzia di Fula, Napoleon.
Il gruppo cambia dapprima nome in Dramacydal e poi in Outlawz Immortal quando si uniscono con i rapper Mopreme, Syke, Storm e Fatal. Il gruppo segue Tupac nell'album All eyez on me, uno dei più grandi successi della storia dell'hip hop, ed appare in alcuni video del rapper. In seguito all'attentato (7 settembre 1996) e alla morte (13 settembre 1996) di Tupac Shakur, lui e Fatal decisero di abbandonare il rap e di tornare in New Jersey.

### La morte
Il 10 novembre 1996 Fula venne trovato riverso nelle scale del terzo piano di un condominio situato al 325 Mechanic Street ad Orange, nel New Jersey, in seguito ad una ferita d'arma da fuoco alla testa. Fula fu trovato dalla polizia locale alle 3:48 del mattino. A ucciderlo fu il cugino di Napoleon, componente degli Outlawz, che in seguito si costituì alla polizia e scontò tra 7-8 anni di carcere.
Nel 2000 Napoleon in una intervista affermò come ad uccidere Fula fosse stato suo cugino Roddy: lui e Fula erano probabilmente ubriachi e il colpo sarebbe partito per errore, mentre Roddy giocava con la pistola. Si è però ipotizzato anche che Fula fosse stato ucciso perché avrebbe potuto identificare l'assassino di Tupac Shakur (essendo al momento della sparatoria presente sull'auto che viaggiava direttamente dietro quella del rapper).
Nel 2004 il produttore Don Rizzo e la madre di Fula hanno pubblicato un disco postumo intitolato Son Rize Vol. 1, che raccoglie varie tracce inedite e remix del rapper. La sua morte è stata raccontata in numerose pubblicazioni, tra cui il libro The Killing of Tupac Shakur della giornalista Cathy Scott.

## Discografia
- Son Rize Vol. 1 (2004, postumo)

### Apparizioni
- 1995: "Outlaw" - Tupac Shakur
- 1995: "Me Against The World" - Tupac Shakur
- 1995: "Hit 'em Up" - Tupac Shakur
- 1996: "When We Ride" - Tupac Shakur
- 1996: "All About U" - Tupac Shakur
- 1996: "Made Niggaz" - Tupac Shakur
- 1996: "Just Like Daddy" - Tupac Shakur